# ソンボル
ソンボル（セルビア語: Sombor /Сомбор, ハンガリー語: Zombor)）はセルビア北西部、ヴォイヴォディナ自治州の都市および基礎自治体である。2002年の国勢調査による人口はソンボル市街で51,471人、基礎自治体全域では97,263人であった。ソンボルは西バチュカ郡の行政的な中心都市である。

## 都市名
セルビア語ではソンボル (Sombor, Сомбор)、ハンガリー語ではゾンボル (Zombor)、パンノニア・ルシン語ではゾンボル　(Zombor, Зомбор)、ドイツ語ではソンボア (Zombor)、トルコ語ではソンボル (Sonbor) とそれぞれの名称で知られている。古いハンガリー語での都市名はツォボルセントミハーイ (Czoborszentmihály) であった。名称は14世紀にこの地域を領有していたツォボル家に由来するとされる。ツォボルはスラヴ名のチボルからとされる。歴史的な文書にはSamobor、Sambor、Sambir、Sonbor、Sanbur、 Zibor、Zombar等、いくつかの名称が使用されている。非公式ながらセルビア名で平坦な町を意味するラヴァングラード (Ravangrad, Раванград) の名称も使われている。

## 歴史

### 中世から18世紀まで
町の最初の歴史的な記録は1340年からのことで、16世紀までハンガリー王国の支配下にあった。その後、オスマン帝国の支配下に入るとハンガリー系の住民は追われることになった。オスマン時代のソンボルの住民はほとんどがセルビア系の住民が占めていた。 オスマン支配時にはソンボルと呼ばれ、セゲディン・サンジャク (Segedin Sancağı) のカザ（郡）の行政的な中心地であった。旅行家として知られるエヴリヤ・チェレビは1665年、ソンボルを訪れ「ソンボルの住民は全てハンガリー人ではなくワラキアのキリスト教徒 で何か特別な場所である。彼らはハンガリーに属しておらず、バチュカやワラキアの一部である。ほとんどの住民は商人で、辺境の開拓者の衣服を着ている。彼らは礼儀正しく勇敢な人々である。」と記している。チェレビによれば当時のソンボルには200の店と14のモスク、2,000の住居があったとされる。
1687年より、ソンボルはハプスブルクの支配下に入り軍政国境地帯にも含まれていた。1717年、最初の正教の小学校が開校する。その5年後、カトリックの小学校も開校した。1745年、ソンボルは軍政国境地帯から除外されバチュ・ボドログ郡 (Komitat Batsch-Bodrog) に編入され1749年には、ソンボルは帝国自由都市の権利を得る。1786年には郡庁都市となる。1786年の統計によれば人口は11,420人おりそのほとんどはセルビア人であった。

### 19世紀から20世紀まで
1843年の統計によれば、ソンボルの人口は21,086人でそのうち11,897人は正教に属し、9,082人はカトリックで、ユダヤ教徒が56人、プロテスタントは51人であった。この当時の町の主要な言語はセルビア語でその次を占めていたのはドイツ語であった。1848年と1849年にソンボルはオーストリア帝国内のセルビア人自治による地域であるセルビア・ヴォイボディナに属していた。1849年から1860年にかけてはオーストリアからは分離されたセルビアヴォイヴォディシップ・タミシュバナト (Woiwodschaft Serbien und Temescher Banat, Војводство Србија и Тамишки Банат) に属していた。後に廃止されると再びソンボルはバチュ・ボドログ郡の郡都に戻っている。1910年の統計によればソンボルの人口は30,593人で11,881人がセルビア語、10,078人がハンガリー語、6,289人はブニェヴァツ方言、2,181人はドイツ語やその他の言語の話者であったとされる。1918年からソンボルは後のユーゴスラビア王国となるスロベニア人・クロアチア人・セルビア人国となる。
1918年から1922年にかけてはバチュカ郡の一部で、1922年から1929年にかけてはバチュカ・オブラスト、1929年から1941年にかけてはドナウ自治州 (Danube Banovina) の一部であった。1941年には枢軸国によって占領されハンガリーに併合されている。1944年、ユーゴスラビアのパルチザンとソビエトの赤軍はソンボルから枢軸国の軍を撤退させた。1944年よりソンボルは新たにユーゴスラビア社会主義連邦共和国、セルビア社会主義共和国のヴォイヴォディナ自治州の一部となった。今日では西バチュカ郡の郡都となっている。

## 地区

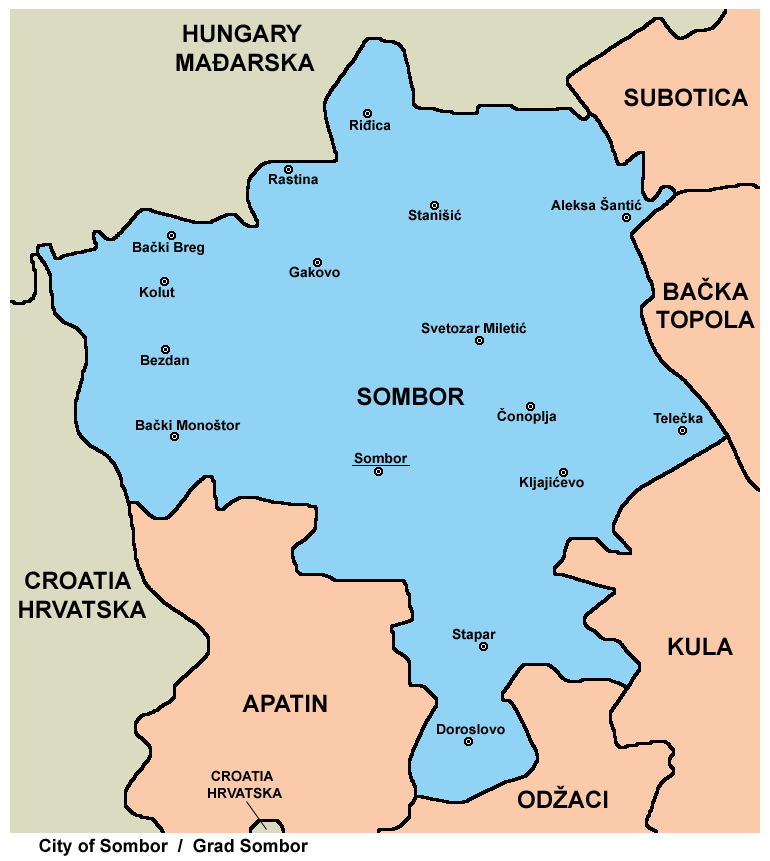
ソンボル自治体の地区

- Aleksa Šantić
- Bački Breg
- Bački Monoštor
- Bezdan
- Gakovo
- Doroslovo
- Kljajićevo
- Kolut
- Rastina
- Riđica
- Svetozar Miletić
- Stanišić
- Stapar
- Telečka
- Čonoplja

## 民族別の人口割合

### 基礎自治体全域
- セルビア人 = 59,799 (61.48%)
- ハンガリー人 = 12,386 (12.73%)
- クロアチア人 = 8,106 (8.33%)
- ユーゴスラビア人 = 5,098 (5.24%)
- ブニェヴァツ人 = 2,730 (2.8%)
- その他

### ソンボル市街
- セルビア人 = 32,988 (64.09%)
- ハンガリー人 = 3,743 (7.27%)
- ユーゴスラビア人 = 3,325 (6.46%)
- クロアチア人 = 3,197 (6.21%)
- ブニェヴチ = 2,222 (4.32%)
- その他

地区により民族別の割合は異なっている。

## 文化
ソンボルは18世紀と19世紀には有名な緑豊かな文化の中心であった。もっとも重要な文化施設は国立劇場、地域の博物館、現代美術館、ミラン・コニョヴィッチ美術館、師範大学、セルビア読書館、グラマースクール等がある。師範大学は1778年に設立されたセルビアとこの地域では一番古い大学である。ソンボルにはセルビア語で行われた古くからの高等教育機関が存在する。また、セルビア以外の少数民族の文化機関なども組織されている。

## 出身者
- ニコラ・ヨキッチ - バスケットボール選手
- フィリプ・クライノビッチ - テニス選手
- デヤン・ドラジッチ - サッカー選手
- ネマニャ・ミリッチ - サッカー選手

## 姉妹都市
- バヤ, ハンガリー
- キシュペシュト（英語版）（ブダペストの区）, ハンガリー

### 協力都市
- オシエク, クロアチア
- トゥズラ, ボスニア・ヘルツェゴビナ
- ヴコヴァル, クロアチア